# Shinahota
Shinahota è un comune (municipio in spagnolo) della Bolivia nella provincia di Tiraque (dipartimento di Cochabamba) con 14.245 abitanti (censimento 2001).

## Cantoni
Il comune è formato dall'unico cantone omonimo.